# Бачкис, Аудрис Юозас
Аудрис Юозас Бачкис (лит. Audrys Juozas Bačkis; род. 1 февраля 1937, Каунас, Литва) — литовский кардинал и ватиканский дипломат. Титулярный епископ Меты, с персональным титулом архиепископа с 5 августа 1988 по 24 декабря 1991. Апостольский нунций в Нидерландах с 5 августа 1988 по 24 декабря 1991. Архиепископ Вильнюса с 24 декабря 1991 по 5 апреля 2013. Председатель конференции католических епископов Литвы с 15 октября 1993 по 3 ноября 1999 и с 20 сентября 2002 по 20 сентября 2005. С 3 ноября 1999 по 20 сентября 2002 и с 20 сентября 2005 вице-председатель конференции католических епископов Литвы. Кардинал-священник с титулом церкви Нативита-ди-Ностро-Синьоре-Джезу-Кристо-а-Виа-Галлия с 21 февраля 2001.

## Ранние годы
Родился Аудрис Юозас Бачкис 1 февраля 1937 года, в Каунасе, в семье литовского дипломата Стасиса Антанаса Бачкиса и учительницы Оны Бачкене. Поскольку в 1938 его отец Стасис Бачкис был назначен в посольство Литвы во Франции, то семья бежала на Запад после присоединения Литвы к СССР в 1940 году, перед Второй мировой войной. После Второй мировой войны семья осталась во Франции.
В 1955 году получил среднее образование в институте Сен-Мари-де-Монсо и поступил в семинарию Сен-Сюльпис в Исси-ле-Мулино, где изучал философию. Получил богословское образование в Папском Григорианском университете в Риме.
Помимо своего родного литовского языка, он говорит по-итальянски, по-английски и по-французски.

## Священник и папский дипломат
18 марта 1961 года рукоположён в священника, в Риме. Ординацию провёл кардинал Луиджи Тралья — генеральный викарий Рима.
В течение некоторого времени работал в США, обеспечивая пастырское окормление литовской общины. После этого он вернулся в Рим и поступил в Папскую Церковную академию. Одновременно изучал церковное право в Папском Латеранском университете и получил степень доктора канонического права.
В 1964 году окончил обучение и поступил на дипломатическую службу Святого Престола. Секретарь Апостольской нунциатуры на Филиппинах в 1964—1965 годах. Секретарь Апостольской нунциатуры в Коста-Рики в 1965—1967. Секретарь Апостольской нунциатуры в Турции в 1967—1970 годах. Секретарь Апостольской нунциатуры в Нигерии в 1970—1973 годах. Тайный камергер Его Святейшества, 26 июня 1965 года (титул заменён на Капеллан Его Святейшества в 1968 году).
В 1973 году назначен на работу в Государственный секретариат Ватикана, служил в Совете общественных дел Церкви. Занимался вопросами международных организаций, мира и разоружения. В 1975 году он был членом делегации Святого Престола на конференции ООН в Вене. С 1979 году заместитель секретаря Совета общественных дел Церкви, Бачкису был дан титул Почётный прелат Его Святейшества.

## Епископ и нунций
5 августа 1988 года избран титулярным епископом Меты, с персональным титулом архиепископа (занимал тот пост до 24 декабря 1991 года), и назначен апостольским про-нунцием в Нидерландах. Ординация имела место 4 октября 1988 года, в Соборе Святого Петра в Риме. Ординацию совершил папа римский Иоанн Павел II, которому сослужили и помогали кардинал Акилле Сильвестрини — префект Верховного Трибунала Апостольской Сигнатуры и титулярный епископ Эгнации Юозас Прайксас — апостольский администратор Каунаса.
24 декабря 1991 года римский папа Иоанн Павел II учредил Вильнюсскую церковную провинцию и назначил Аудриса Бачкиса архиепископом-митрополитом Вильнюсским.
Председатель конференции католических епископов Литвы (15 октября 1993 — 3 ноября 1999, 20 сентября 2002 — 20 сентября 2005). С 3 ноября 1999 года по 20 сентября 2002 года и с 20 сентября 2005 года — вице-председатель конференции католических епископов Литвы.
5 апреля 2013 года Папа римский Франциск принял прошение кардинала Бачкиса об отставке.

## Кардинал
С 21 февраля 2001 года кардинал-священник с титулом церкви Нативита-ди-Ностро-Синьоре-Джезу-Кристо-а-Виа-Галлия.
Бачкис был одним из кардиналов-выборщиков, которые участвовали в Папском Конклаве 2005 года, который избрал папу римского Бенедикта XVI. Бачкис сохранял право голосовать на любых будущих Конклавах, которые могли начаться перед его 80-летием 1 февраля 2017 года.
В 2004 году, Бачкис принял неоднозначное решение о переносе иконы «Иисус Христос» (1934 год) Эугениуша Казимировского из костёла, который используется польскими верующими Вильнюса (Костёл Святого Духа), в менее известный костёл Святой Троицы. Это вызвало протестную реакцию среди прихожан и было трактовано как антипольский акт.
15 июня 2013 года папа римский Франциск назначил его своим специальным посланником на торжествах по случаю 1025-летия крещения Руси, которые состоялись в Киеве (Украина) 17 и 18 августа 2013 года.

## Награды
- Кавалер Большого креста ордена Витаутаса Великого (3 февраля 2003 года)[5]
- Великий командор ордена Великого князя Литовского Гядиминаса (11 февраля 2000 года)[6]
- Великий офицер ордена «За заслуги перед Итальянской Республикой» (4 октября 1995 года)[7]
- Командор ордена Заслуг (Норвегия, 1 июля 1998 года)[8][9].
- Великий офицер ордена Христа (Португалия, 9 сентября 1981 года)[10]
- Звезда литовской дипломатии (Министерство иностранных дел Литвы, 2011 год)[11].